# Ribeira Brava (Madeira)
Ribeira Brava ist eine portugiesische Kleinstadt (Vila) und ein Kreis (Concelho) auf der Insel Madeira, die etwa 15 km westlich von Funchal entfernt im Süden der Insel liegt. In der Gemeinde leben 6232 Menschen (Stand 19. April 2021) auf 18,5 km². Die Bevölkerungsdichte beträgt 337 Einwohner pro km².

## Geschichte
Anfang des 15. Jahrhunderts wurde der Ort besiedelt, kurz nach Funchal und Machico. Im Jahr 1676 wurde Ribeira Brava eine eigenständige Gemeinde. Seit 1914 ist Ribeira Brava ein eigener Kreis und ist damit der jüngste Kreis der Insel. 1928 wurde der Ort zur Vila (Kleinstadt) erhoben.

## Wappen
In einem grünen Schild nebeneinander vier silberne, fünfzackige Sterne über einem silbernen fünfzinnigen Turm mit geschlossenem Tor und zwei schwarzen Fenstern, der über einem silbernen Fluss steht. Auf dem Schild ruht eine viertürmige Mauerkrone. Im weißen Band am Schildfuß der Ortsname in grünen Buchstaben „RIBEIRA BRAVA“.

## Öffentliche Einrichtungen und Verkehr
In Ribeira Brava gibt es eine Primarschule, eine Realschule, ein Gymnasium, eine der ältesten Kirchen Madeiras Igreja Matriz de São Bento und einen öffentlichen zentralen Platz (Praça).
Der Ort liegt an der Straße Nr. 104, über die der Anschluss an die Schnellstraße VR1 Richtung Funchal erfolgt.
Der öffentliche Nahverkehr wird über verschiedene Buslinien der Rodoeste-Busgesellschaft sichergestellt.

## Verwaltung

### Kreis Ribeira Brava
Ribeira Brava ist Sitz eines gleichnamigen Kreises (Concelho). Der Kreis Ribeira Brava ist in 4 Gemeinden (Freguesias) aufgeteilt.

#### Gemeinden

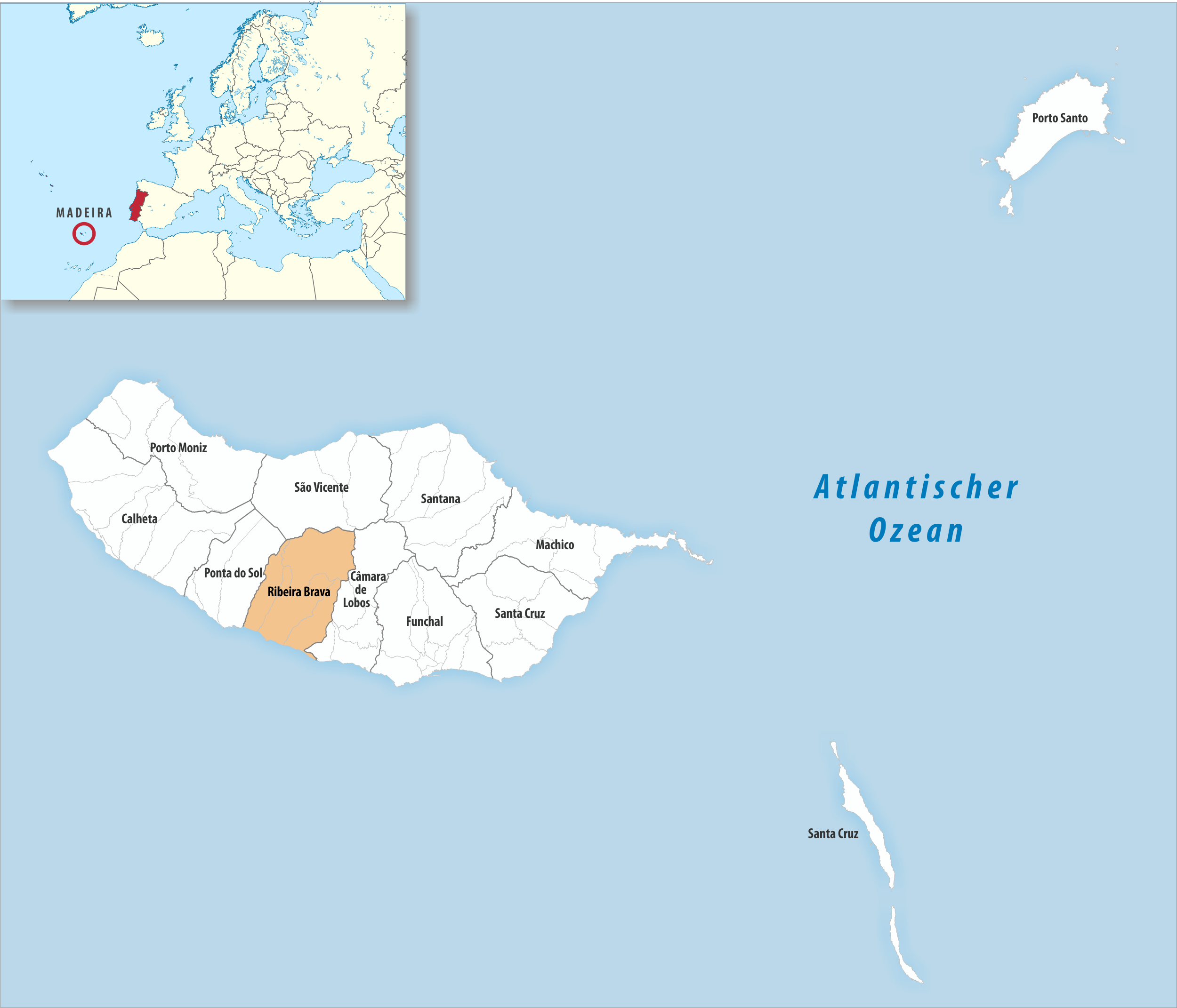
Kreis Ribeira Brava

| Gemeinde            | Einwohner (2021) | Fläche km² | Dichte Einw./km² | LAU- Code |
| ------------------- | ---------------- | ---------- | ---------------- | --------- |
| Campanário          | 4.317            | 11,74      | 368              | 310701    |
| Ribeira Brava       | 6.232            | 18,48      | 337              | 310702    |
| Serra de Água       | 973              | 24,16      | 40               | 310703    |
| Tabua               | 1.158            | 11,03      | 105              | 310704    |
| Kreis Ribeira Brava | 12.680           | 65,41      | 194              | 3107      |

#### Nachbarkreise
|              | São Vicente                                 |                 |
| Ponta do Sol | Kompassrose, die auf Nachbargemeinden zeigt | Câmara de Lobos |
|              | Atlantischer Ozean                          |                 |

### Bevölkerungsentwicklung
| 1920   | 1930   | 1960   | 1981   | 1991   | 2001   | 2004   | 2011   |
| ------ | ------ | ------ | ------ | ------ | ------ | ------ | ------ |
| 14.132 | 16.394 | 19.793 | 13.480 | 13.170 | 12.494 | 12.523 | 13.362 |

### Kommunaler Feiertag
- 29. Juni

## Persönlichkeiten
- Manuel Álvares (1526–1582), Jesuit und Pädagoge
- Francisco Correia de Herédia Júnior (1852–1918), republikanischer Politiker
- Juvenal Garcês (1961–2020), Theaterregisseur und -schauspieler
- Nádia Almada (* 1977), Sängerin, Gewinnerin des 5. Big-Brother-Wettbewerbs im Vereinigten Königreich (2004)
- Marina Rodrigues (* 1985), Model, Miss Portugal 2004